# Landeck
Landeck este un oraș în partea de vest a Austriei, în landul Tirol.